# Złota orfa

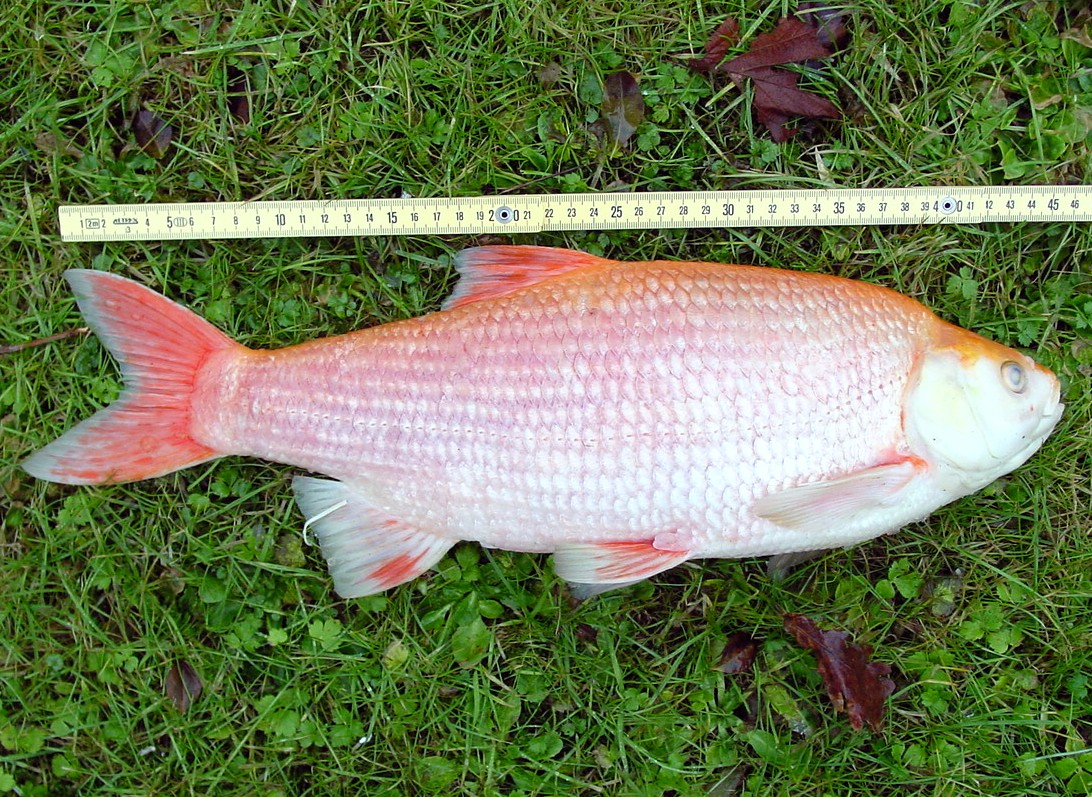
Złota orfa

Złota orfa, złoty jaź, orfa, jaź złoty (Leuciscus idus v. orpha) – barwna odmiana jazia (Leuciscus idus) o złocisto-czerwonym lub pomarańczowym ubarwieniu.  Hodowana jest jako ryba ozdobna w oczkach wodnych i stawach parkowych. Osiąga długość około 40 cm. Odżywia się drobnymi zwierzętami wodnymi i owadami.